# Helsingør

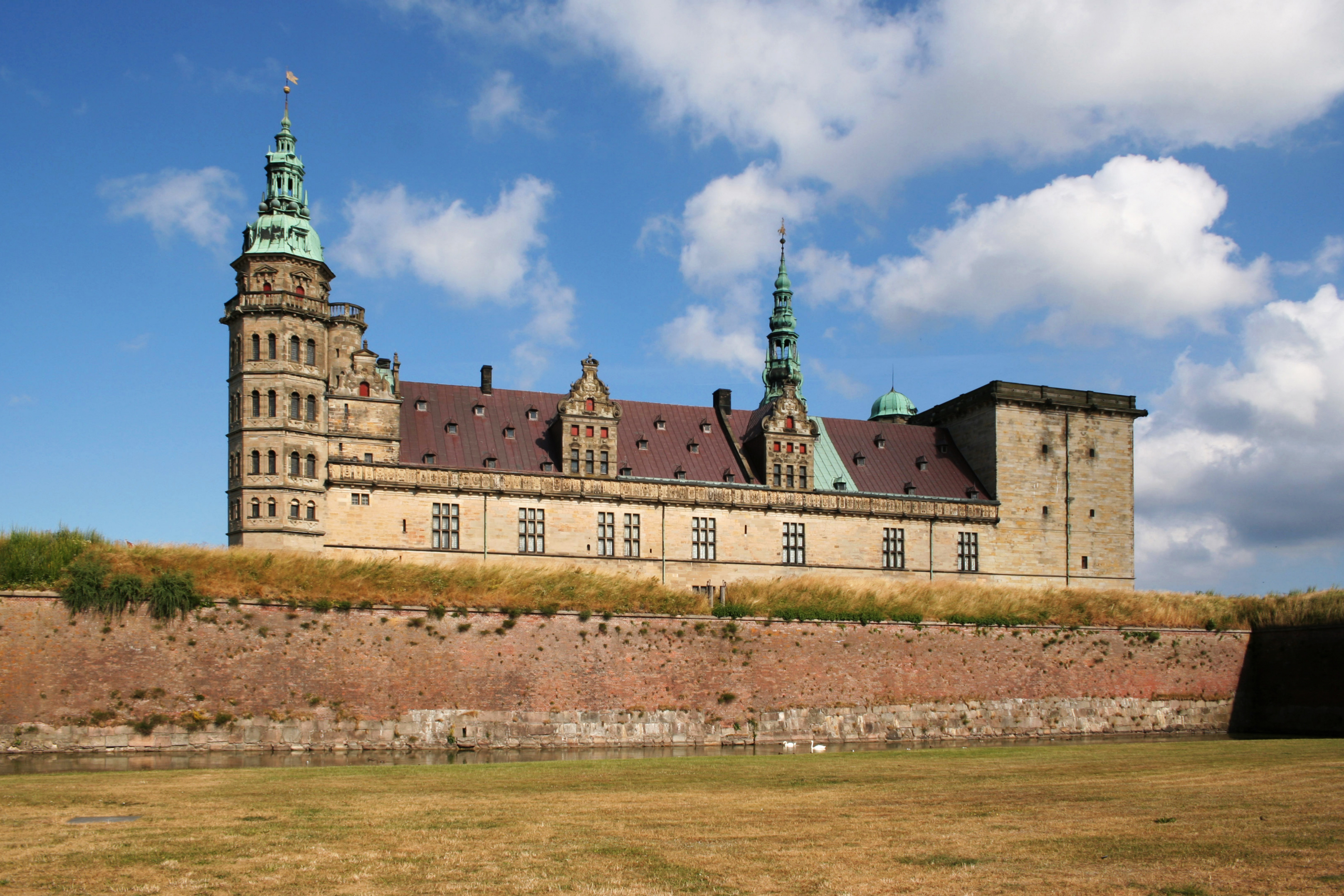
El castell de Kronborg.

Helsingør és una ciutat al nord-oest de Sjælland, Dinamarca.
En aquesta ciutat hi ha el castell de Kronborg, escenari de la tragèdia de Hamlet de William Shakespeare.